# Sinophorus longifacies
Sinophorus longifacies är en stekelart som beskrevs av Sanborne 1984. Sinophorus longifacies ingår i släktet Sinophorus och familjen brokparasitsteklar. Inga underarter finns listade i Catalogue of Life.